# Herbert York

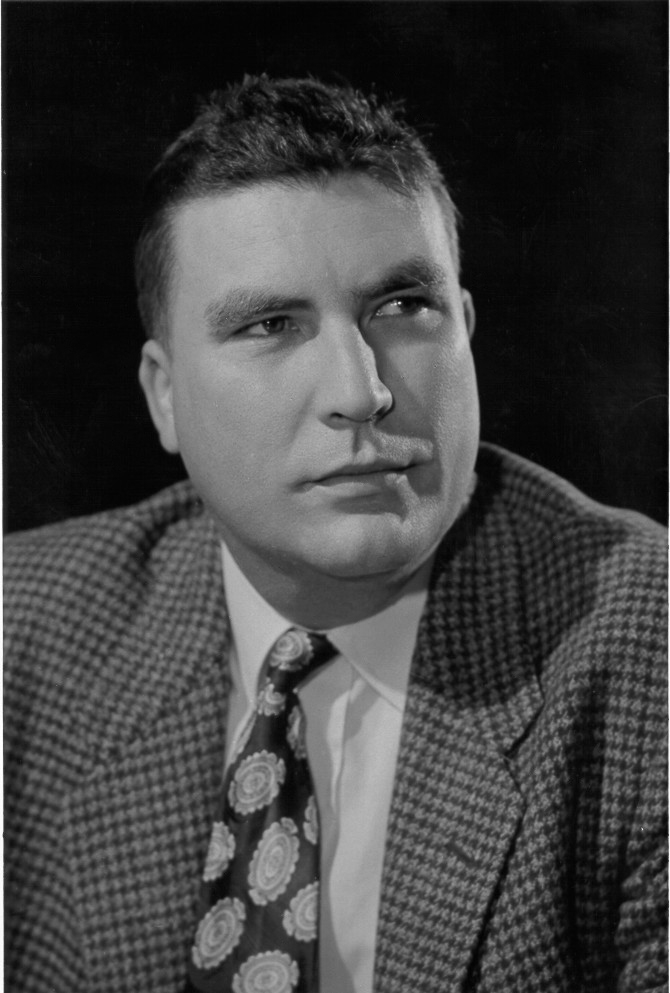
Herbert York (1957)

Herbert Frank York (* 24. November 1921 in Rochester, New York; † 19. Mai 2009 in San Diego, Kalifornien) war ein US-amerikanischer Kernphysiker, der zahlreiche hohe wissenschaftliche und administrative Positionen innehatte.

## Leben
Herbert York studierte an der University of Rochester (Master-Abschluss 1942) und wurde 1949 an der University of California, Berkeley promoviert. Während des Zweiten Weltkrieges arbeitete er beim Manhattan Project am Oak Ridge National Laboratory an der elektromagnetischen Uran-Anreicherung (siehe auch Calutron). Ab 1943 gehörte er dem Radiation Laboratory der Universität Berkeley an, dessen Associate Director er 1954 bis 1958 war. 1952 bis 1958 war er erster Direktor des Lawrence Livermore National Laboratory, wo er unter anderem an der Entwicklung der Wasserstoffbombe beteiligt war, und gleichzeitig ab 1951 Assistant Professor an der Universität Berkeley. Danach war er u. a. ab 1958 Chefwissenschaftler der Advanced Research Projects Agency (ARPA) (befasst mit Weltraum- und Raketenabwehrforschung), ab 1965 Professor für Physik an der University of California, Berkeley, sowie Kanzler der University of California, San Diego von 1961 bis 1964 und von 1970 bis 1972. 1971 wurde York in die American Academy of Arts and Sciences gewählt. 1989 emeritierte er.
Zunächst einer der führenden wissenschaftlichen Kernwaffen-Entwickler und Kernwaffen-Berater der Eisenhower-Administration wurde er später ein entschiedener Abrüstungsbefürworter, nachdem er erkannte, dass die gegenseitige nukleare Aufrüstung und die automatisierten Antwortmechanismen auf nukleare Bedrohungen die Sicherheit gefährdeten. Beispielsweise war er in den 1960er Jahren Berater der Arms Control and Disarmament Agency und unter Jimmy Carter 1979 bis 1982  Delegierter in den Abrüstungsgesprächen mit der Sowjetunion in Genf und verhandelte erfolglos im Auftrag der Vereinten Nationen über ein Teststopp-Abkommen mit der Sowjetunion. 1983 gründete er in San Diego das Institute on Global Conflict and Cooperation, dessen Direktor er bis 1988 war.
1957/58 und 1964 bis 1967 war er im President´s Scientific Advisory Committee (PSAC).  1994 erhielt er den Leo Szilard Lectureship Award und 2000 den Enrico-Fermi-Preis.

## Werke (Auswahl)
- Arms Control. Readings from Scientific American. 2. Aufl. W. H. Freeman, San Francisco 1974, ISBN 0-7167-0880-9.
- The Advisors. Oppenheimer, Teller and the Superbomb. W. H. Freeman, San Francisco 1976, ISBN 0-7167-0718-7.
- Race to Oblivion. A Participant's View of the Arms Race. Simon & Schuster, New York 1978, ISBN 0-671-20610-9.
- Making Weapons, Talking Peace. A Physicist's Journey from Hiroshima to Geneva (Alfred P. Sloan Foundation Series). Harper & Row, New York 1987, ISBN 0-465-04338-0.
- mit Sanford Lakoff: A Shield in Space? Technology. Politics and the Strategic Defense Initiative (Californian Studies on global conflict and cooperation; Bd. 1). U.C. Press, Berkeley 1988, ISBN 0-520-06650-2.
- Arms and the Physicist (Master of modern Physics; Bd. 12). American Physical Society, Woodbury, N.Y. 1994, ISBN 1-563-96099-0.